# Michael J. Dolan
Michael J. Dolan, auch Michael Dolan (* 1884 in Irland; † 21. Oktober 1954 in Dublin, Irland), war ein irischer Schauspieler in Theater und Film.

## Leben und Karriere
Michael J. Dolan, geboren 1884 in Irland, war viele Jahre ein angesehener Schauspieler am Abbey Theatre in Dublin, wo er in vielen Produktionen mitwirkte, 1923 übernahm er im Dezember die Leitung des Theaters von Lennox Robinson. Während dieser Zeit war er Bühnenmanager, General Manager und Regisseur. Seine Karriere ist dort im Abbey Theatre Archiv zu sehen. Während seiner Schauspielkarriere trat er in zahlreichen Stücken der irischen Dramatikerin Teresa Deevy auf, alle davon waren Abbey-Theatre-Produktionen, The King of Spain’s Daughter (1936), Katie Roche, die an das Arts Theatre Cambridge tourte, England and Temporal Powers (1937), The King of Spain’s Daughter (1939), Katie Roche (1949) und Katie Roche (1953) wurde im Queen’s Theatre in Dublin gespielt in Erwartung des Wiederaufbaus und der Erweiterung des Abbey Theatre. 
Im Kino sah man Michael Dolan nur in wenigen ausgesuchten Rollen, so 1948 in der Komödie Another Shore von Regisseur Charles Crichton, 1949 in der Komödie Saints and Sinners mit Kieron Moore und Christine Norden unter der Regie von Leslie Arliss sowie 1951 in der Komödie von John Paddy Carstairs Talk of a Million. Im selben Jahr trat er des Weiteren in der kleinen Rolle des Schiffsarztes Gundarson in Raoul Walshs epischem Abenteuerfilm Des Königs Admiral in Erscheinung, in den Hauptrollen spielten Gregory Peck und Robert Beatty, sowie 1951 in dem Weihnachtsklassiker von Charles Dickens Eine Weihnachtsgeschichte, wo er den Geist der vergangenen Weihnacht verkörperte. 
Michael J. Dolan starb am 21. Oktober 1954 in Dublin im Alter von 70 Jahren.

## Theaterrollen (Auswahl)
- 1936: The King of Spain’s Daughter
- 1937: Katie Roche
- 1937: Temporal Powers
- 1939: The King of Spain’s Daughter
- 1949: Katie Roche
- 1953: Katie Roche

## Filmografie
- 1948: Another Shore
- 1949: Saints and Sinners
- 1951: Talk of a Million
- 1951: Des Königs Admiral (Captain Horatio Hornblower)
- 1951: Eine Weihnachtsgeschichte (Scrooge)